# Щурмови самолет
Щурмовият самолет е специфична бойна машина. В Русия е наричан штурмовик, във Великобритания – ground-attack aircraft, във Франция – avion d`attaque au sol, в Германия – Schlachtflugzeug. В България се използва и заемката от руски език щурмовик, която има корен немската дума Sturm – щурм.
Това е летателен апарат, предназначен за атакуване на наземни и морски цели и въздушна поддръжка на пехотата. Щурмуването с бомби, стрелково оръжие и ракети са особено ефективни удари от въздуха върху походни колони на пехота и техника или върху разположена на открито жива сила, транспортни средства, аеродруми, бронирана техника, военни съоръжения. Самолетите, използвани за такива военни операции, е необходимо да пикират за нанасяне на точни бомбови удари, да летят на малка височина в „бръснещ полет“, като трябва да поемат върху себе си и да преодолеят ураганния отпор от авиацията на противника и неговите наземни зенитни и други оръжия.

## Идеи и реализация
В началото на 30-те години на ХХ век само Германия и СССР в стратегията си за водене на бойни действия са формулирани точно изискванията към създателите на боен щурмови самолет. За поддръжка на пехотата и водене на бойни действия близо до земята тази машина трябва да има добро картечно и оръдейно стрелково оръжие, бомбова мощ, много добра бронезащита за машината и екипажа. Въпреки възможността за поразяване на цели от изтребители, леки бомбардировачи и пикиращи бомбардировачи, щурмови действия от малка височина за поразяване на жива сила, огневи точки на противника, транспортна и бронирана техника и поддръжка на пехотата са възможни единствено от добре защитена машина. Опитите да се използват други самолети за такива цели винаги са водели до големи загуби. Така поставените изисквания към такава бойна машина са взаимно изключващи се и конструкцията трябва да се изгради с приемането на компромиси. Тежката броня намалява възможността за носене на по-голям бомбов товар или разнообразни големокалибрени авиационни стрелкови оръжия. По-тежката машина изисква голяма мощност на двигателя, намалява динамичните качества на самолета и ограничава неговия обсег на водене на бойни действия. Аеродинамичните качества на самолета трябва да осигуряват трудно реализируемия устойчив полет в много широк диапазон от скорости на самолета в изключително сложна бойна обстановка.

### Германски щурмовици
В Германия през 1934 г. е създаден двуплощникът Henschel Hs 123 като лек пикиращ бомбардировач. Въоръжен с 2 картечници 7,9 mm, а по-късно с 2 бр. 20 mm оръдия под крилата и 250 kg противопехотни бомби, този самолет се оказва удачен като бойна машина, вписваща се добре за поддръжка на пехотата. 50 броя Hs 123 са участвали във военните действия срещу Полша и Франция, а на Източния фронт са използвани като разузнавачи.
Това начало на самолети щурмовици е продължило с проектирането на пикиращия бомбардировач Junkers Ju 87, известен като „Щука“. Разработката на моноплана започва през 1933 г., а през 1937 г. в Испания Ju 87 оказват много ефективна помощ на пехотата. Във военните операции срещу Полша и Франция те се превръщат в символ на прокламирания от нацистите „Blitzkrieg“. В началото на войната със СССР Луфтвафе разполага с около 300 машини Ju 87, но с появата на новите модерни изтребители бавният пикиращ бомбардировач става лесна плячка. Моделите Ju 87D, Ju 87F, Ju 87G имат силна бронева защита, по-мощен мотор, аеродинамично са изчистени и са използвани като типични щурмови самолети. Въоръжени с 2х37 mm оръдия и 1 бомба от 500 kg под тялото, тези самолети се използват за борба с танкове. С такъв самолет през периода 1944 – 1945 г. подполковник Ханс-Улрих Рудел унищожава 519 танка и много други цели.
През 1937 г. се създава двумоторният Henschel Hs 129, проектиран да замени двуплощника Hs 123. През 1941 г. той прави дебюта си, а серийното производство започва през 1943 г. Този самолет не се налага, въпреки мощното въоръжение – 37 mm противотанково оръдие и 300 kg външно окачени бомби. Ниската скорост от 320 km/h и малкият радиус на действие от 300 km го правят неефективен. Произведени са общо 840 броя.

### Съветски щурмовици
Работата по създаването на брониран самолет в СССР започва през 1930 г. Конструкторското бюро на Андрей Туполев създава АНТ-17, наричан ТШБ (тяжелый штурмовик, бронированный). С броня с тегло 1 тон и двигател с мощност 1500 hp самолетът развива едва 250 km/h. Тази неудачна конструкция, както и тези на конструкторите Дмитрий Григорович, Сергей Кочеригин и Михаил Гуревич, Николай Поликарпов показват сложността на проблема и трудното съвместяване на добра огнева мощ, надеждна броня и висока скорост. Необходимостта от точно такава машина е потвърдена от военните действия по време на гражданската война в Испания. Изтребителите И-15 и И-16, макар и да са с мощно въоръжение и да са нанесли успешни удари по аеродруми на противника, са уязвими при нападение върху наземни цели.
Най-успешен е проектът и реализацията на щурмовия самолет Ил-2, създаден от конструкторското бюро на Сергей Илюшин. Успехът се дължи на добрите конструкторски решения – създадена е бронекутия като част от конструкцията на самолета, която не само защитава носовата част на самолета и екипажа, но поема и натоварванията. В бронекутията се монтират двигателят, крилото и оборудването, а обтекаемата форма допринася за добрата аеродинамичност на машината. Броневата система се състои от 2 плочи, което кара снарядът или шрапнелът да се чупи и разпръсква, а вътрешната пластична плоча да поеме удара и рязко да намали пораженията върху машината. 
Опитният екземпляр Ил-2 е създаден през 1939 г. През 1940 г. започва серийното производство. През 1943 г. всеки трети самолет, произвеждан в СССР, е Ил-2, а през 1944 г. те са 30% от съветската бойна авиация. На базата на Ил-2 от 1944 г. се произвежда Ил-10, признат от специалистите за най-добрия щурмовик през Втората световна война. Той притежава огневата и бомбова мощ на предшественика си, но лети с 550 km/h. Общо военната промишленост е произвела над 40 000 броя от този самолет.
В хода на войната е създаден и друг сполучлив щурмовик – Су-6 от ОКБ Сухой. Този самолет превъзхожда по скорост и мощност на въоръжението си Ил-2, но предпочитанията са останали към вече безпроблемното производство на Ил-2 и подготвените фронтови пилоти и технически персонал за неговото използване.

### Други щурмовици
В стратегията си за водене на бойни действия ВВС на САЩ и Великобритания предвиждат изтребители, леки бомбардировачи и тежки бомбардировачи – такива, които да действат от голяма височина и да нанасят удари по крупни неподвижни цели и площи.
За щурмови действия по наземни цели в Европа по време на Втората световна война са използвани бързите, маневрени и добре въоръжени изтребители Spitfire, Hawker Typhoon, Hawker Tempest, P-51 Mustang, Republic P-47 Thunderbolt. В Северна Африка срещу танковете се е сражавал самолетът Hawker Hurricane, въоръжен с 40 mm оръдие. В района на Средиземно море и Тихоокеанския боен театър са воювали средните бомбардировачи North American B-25 Mitchell, въоръжени със 75 mm оръдие в носовата част на фюзелажа. С малкия си брой самолетите Hawker Hurricane и В-25 не оказват съществена и решаваща роля в борбата с танковете. Липсата на добра броня определя и тактиката – изтребителите-бомбардировачи разчитат само на внезапността на щурмовия удар и поради това са лесна плячка на зенитните оръдия на противника.
Като самолети щурмовиците нямат тясно формулирани граници. В някои държави даже не съществува понятието „щурмовик“. Непрекъснатата потребност от бойни машини налага да се използват за такива цели вече създадени изтребители и леки бомбардировачи. Като щурмовик е използван тежкобронираният немски изтребител FW 190, разработен е американският двумоторен многоцелев самолет XA-38 Grizzly, въоръжен със 75 mm оръдие за борба с танкове. Модифицирани във вариант щурмови самолет са известните съветски пикиращи бомбардировачи Пе-2 и двумоторния бомбардировач Ту-2.
Полша е произвела многоцелев самолет PZL.23. В по-нова модификация създаденият PZL.43 е използван като лек бомбардировач и щурмови самолет. Последният е приет на въоръжение през 1938 г. в Българските на Н.В. въздушни войски.
В самолетната фабрика „Капрони Български“ – Казанлък са произведени горноплощниците КБ-11 „Фазан“ и КБ-11А „Фазан“, използвани като леки бомбардировачи, разузнавателни и щурмови самолети. В ДАР са създадени 2 прототипа на лек бомбардировач, с възможност да бомбардира с пикиране и щурмови самолет ДАР-10А и ДАР-10Ф. Разработените прототипи на самолета от инж. Цветан Лазаров показват, че това е изключително добър щурмови самолет. По независещи от конструктора инж. Лазаров причини, вторият прототип е създаден и изпитван през март 1945 г. – в края на Втората световна война, когато вече настъпва ерата на реактивната авиация. Тази разработка, започнала със задание през есента на 1938 г. от командването на Въздушни войски,  е закъсняла за производството с 5 – 6 години.

## Щурмови самолети след Втората световна война
След войната високите скорости на реактивните самолети и разработката на нови видове бомби и управляеми ракети промени концепцията за създаването на тясно специализирани щурмови самолети. Произвеждат се универсални самолети, включващи възможността да атакуват наземни цели с касетъчни бомби и управляеми ракети, далеч по-ефективни от стрелковото въоръжение на самолетите.
Примери за успешни щурмоваци са британският Blackburn Buccaneer, самолетите на САЩ A-7 Corsair II, Cessna A-37, Fairchild Republic A-10 Thunderbolt II и специализираните самолети за въздушна поддръжка – съветските Су-7, Су-17, Су-25. В Китай е на въоръжение щурмовик Nanchang Q-5.
Lockheed F-117 Nighthawk е изработен по нова технология, т.нар. стелт технология. Това е едноместен дозвуков тактически ударен самолет (бомбардировач-щурмовик) на САЩ. Неуловим е за радарните системи и е предназначен за скрито проникване на малки височини през системата на ПВО за атака срещу наземни обекти от военната инфраструктура – аеродруми, радарни инсталации, ракетни бази, щабове и центрове за управление и други.
Понастоящем за поддръжка на пехотата и борба с танкове все повече се използват хеликоптери щурмовици.

## Съвременни тенденции
Щурмовите самолети, създадени през 50-те години на ХХ век, са експлоатирани около 20 – 25 години. На практика те бързо остаряват поради бурния напредък на електрониката и свързаното с това военно приложение на нови бойни технически средства, както и породените от това нови тактически решения. Практически се работи не върху създаването на универсален щурмовик, а върху самолети, изпълняващи конкретни бойни задачи. Това е новата концепция за развитието на щурмовиците от 1980-те години – старите щурмовици да се заменят с нови леки щурмови самолети с полетна маса от 6 до 8 тона и тежки с полетна маса от 19 до 22 тона.

### Конструктивни особености
Съвременните щурмовици се създават по конструктивна схема с противоречащи изисквания. Максималната скорост на полета и бойната жизненост на самолета е в противоречие с възможностите на пилота да открие и порази целта. Поради това по-голяма част от щурмовите самолети са с характеристики:
- дозвукова скорост с добра маневреност и с голяма далечина на действие;
- изпълняват се по нормална аеродинамична схема с крило право или с неголяма стреловидност (до 30°), но с мощна механизация;
- задвижват се с двуконтурни турбореактивни двигатели, които при дозвукови скорости са по-ефективни от обикновените ТРД;
- притежават подобрени характеристики за обслужване на временни летища;
- притежават подобрени характеристики при излитане и кацане в т. ч. спирачни лентени парашути или задържащи куки;
- притежават подобрена система за управление от двете пилотски места, както и система за катапултиране, осигуряваща индивидуално напускане на самолета при нулева височина и скорост;
- висока бойна жизнеустойчивост чрез създаване на бронирана кутия на кабината за екипажа, бронирани стъкла, издържащи пряко попадение на снаряд с калибър 12,7 mm, брониране и резервиране на бордните системи за управление и навигация, устойчива конструкция на планера и тялото на самолета при преки попадения и разрушаване на част от конструктивните елементи;
- висока бойна жизнеустойчивост на горивните системи – поставят се 2 – 3 резервоара в тялото и толкова в опашната част, като се защитават от преки попадения чрез покритие от специална маса, запълваща пробойните, и многослойни панели с огнеустойчиви пенозапълнители за защита на електрооборудването и бойния запас от снаряди;

Характерното за новото поколение щурмови самолети е високото ниво за осигуряване на жизнеустойчивостта. Общата маса на средствата за нейното осигуряване е 10% от общата полетна маса, докато при предните поколения тя е достигала едва до 4%.

### Прицелно-навигационни системи и въоръжение
Съвременните щурмови самолети са съоръжени със съвременните достижения на електрониката и лазерната техника в съчетание с бойни средства под тяхното управление и контрол. Използват се:
- радиокомпаси, радиовисотомери, доплерови измерители на скоростта, системи за кацане по прибори, радио за непрекъсната радиовръзка;
- оптически и телевизионни прицели, лазерни далекомери, съвършено устройство за лазерно петно, под управлението на което се насочват ракети „въздух-земя“ и управляеми авиационни бомби с лазерни глави за самонасочване, достигащи точност на целеуказание от 3 – 5 m и кръгово вероятно отклонение до 1,2 m.
- за разрушаване на наземни цели и унищожаване на транспортни средства и бронетанкова техника щурмовиците имат и скорострелни авиационни оръдия с калибър от 20 до 30 mm, способни да поразяват цели от 1200 до 1800 m;
- тежките щурмови самолети могат да носят до 6 управляеми ракети или от 4 до 6 управляеми авиационни бомби. В съвременните боезапаси за нанасяне на точен удар се използват топловизионни глави за самонасочване с висока точност и най-добра защита от радиосмущения в сравнение с лазерните, телевизионните и топлинните глави за насочване.

## Бъдещо развитие
В разработките за следващите поколения щурмови самолети ще се работи върху увеличаване на скоростта на полета, повишаване маневреността и излитане и кацане на къси писти. В самолетите все повече ще се прилагат композитни материали, позволяващи намаляване на теглото до 25%. Разработките за отклонение вектора на теглителната сила на двигателите позволяват нови режими на полета. Системата за непосредствено управление на подемната и страничната сила в съчетание с малък запас от статична устойчивост, обезпечават висока маневреност. Възможностите на новите режими на маневриране води и до промяна на тактиката при използването на тези бойни средства.

## Галерия
- Ju 87G2, Кралски военновъздушен музей Hendon, Лондон
- Curtiss P-40 Tomahawk
- Су-25
- Hawker Typhoon
- Buccaneer S.28
- A-7B Corsair II
- Fairchild Republic A-10 Thunderbolt II, САЩ
- PZL. 23
- Cessna OA-37B Dragonfly
- Китайски щурмовик Q-5D, модел
- „Невидимият“ F-117
- A-10 Thunderbolt